# 贝兹河畔努瓦龙
贝兹河畔努瓦龙（法語：Noiron-sur-Bèze，法語發音：[nwaʁɔ̃ syʁ bɛz]）是法国科多尔省的一个市镇，位于该省东北部，属于第戎区。

## 地理
贝兹河畔努瓦龙（47°26'17"N, 5°18'1"E）面积11.8 平方千米，位于法国勃艮第-弗朗什-孔泰大區科多尔省，该省份为法国中东部省份，北起奥布省，西接涅夫勒省和约讷省，南至索恩-卢瓦尔省，东南接汝拉省，东临上索恩省，东北部与上马恩省接壤。
与贝兹河畔努瓦龙接壤的市镇（或旧市镇、城区）包括：贝兹、塔奈、维耶维涅、万雅讷河畔博蒙、万雅讷河畔布拉尼、贝兹河畔米尔博。

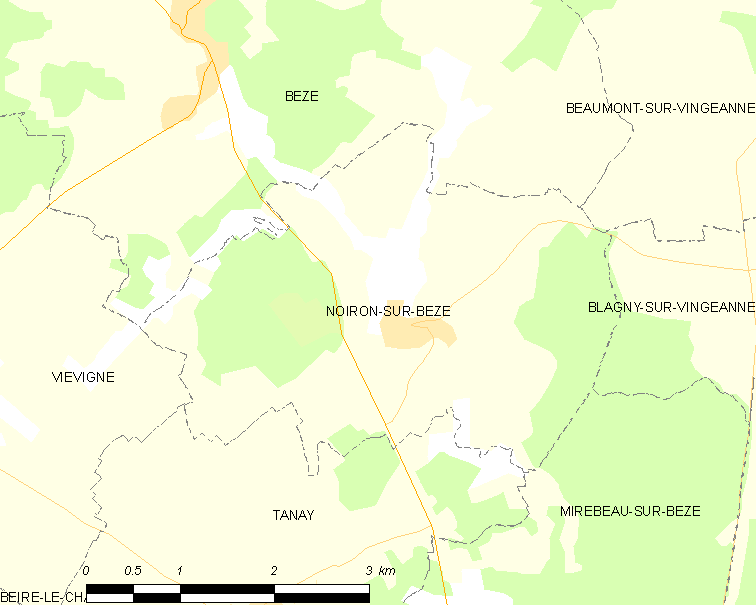
贝兹河畔努瓦龙的OSM定位图

贝兹河畔努瓦龙的时区为UTC+01:00、UTC+02:00（夏令时）。

## 行政
贝兹河畔努瓦龙的邮政编码为21310，INSEE市镇编码为21459。

## 政治
贝兹河畔努瓦龙所属的省级选区为圣阿波利奈尔县。

## 人口

1962-2008年间贝兹河畔努瓦龙人口变化图示

贝兹河畔努瓦龙于2022年1月1日时的人口数量为228人。